# Pseudoeurycea melanomolga
Espèce
Synonymes
- Bolitoglossa melanomolga Taylor, 1941

Statut de conservation UICN

 EN B1ab(iii) : En danger
Pseudoeurycea melanomolga est une espèce d'urodèles de la famille des Plethodontidae.

## Répartition
Cette espèce est endémique du Mexique. Elle se rencontre de 2 400 à 4 000 m d'altitude du Cofre de Perote dans le  Veracruz à Teziutlán dans l'État de Puebla.

## Publication originale
- Taylor, 1941 : Two new species of Mexican plethodontid salamanders. Proceedings of the Biological Society of Washington, vol. 54, p. 81-86 (texte intégral).